# Petersaue
Die Petersaue ist eine große Binneninsel im Rhein. Mit einer Fläche von 50 Hektar ist sie größer als die Insel Mainau im Bodensee. Sie ist die oberste Insel in der Kette der Rheinauen. Sie gehört zu den Wiesbadener Stadtteilen Mainz-Amöneburg und Mainz-Kastel und erstreckt sich über eine Länge von 2,98 Kilometern zwischen den Ländern Hessen und Rheinland-Pfalz bis hin zur ehemaligen preußisch-hessischen Landesgrenze bei Mainz-Amöneburg von Stromkilometer 499 bis 501,9.

## Geschichte und strategische Bedeutung
Vor rund 10.000 Jahren entstand die Insel aus kalkreichen Ablagerungen aus den Alpen. Ihren heutigen Namen verdankt sie ihrer Zugehörigkeit zum Besitz des Petersstifts bis zu den Koalitionskriegen.

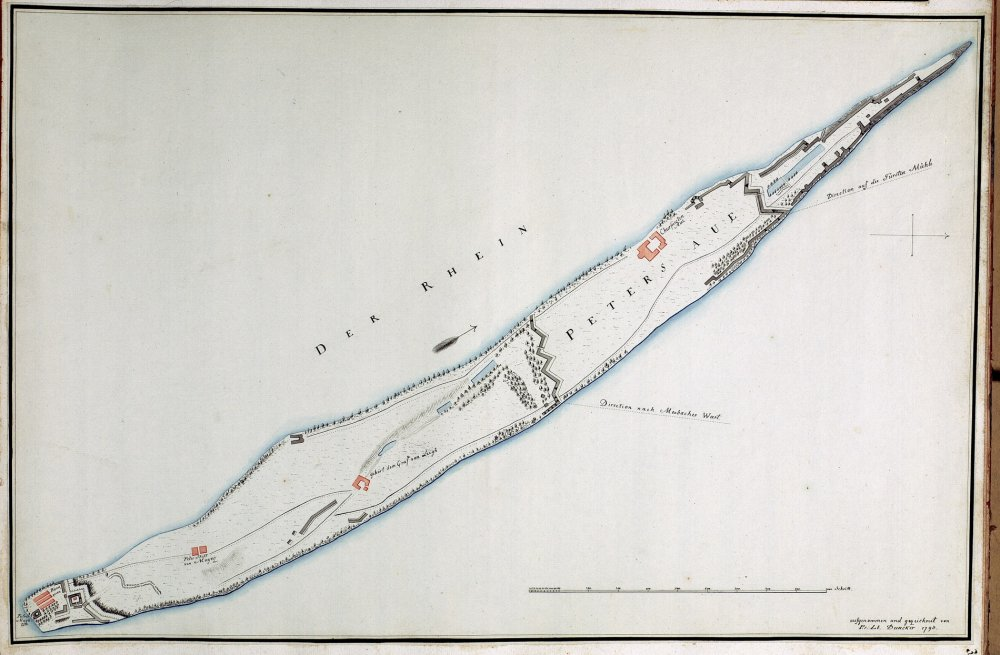
Fortifizierungen auf der Petersaue

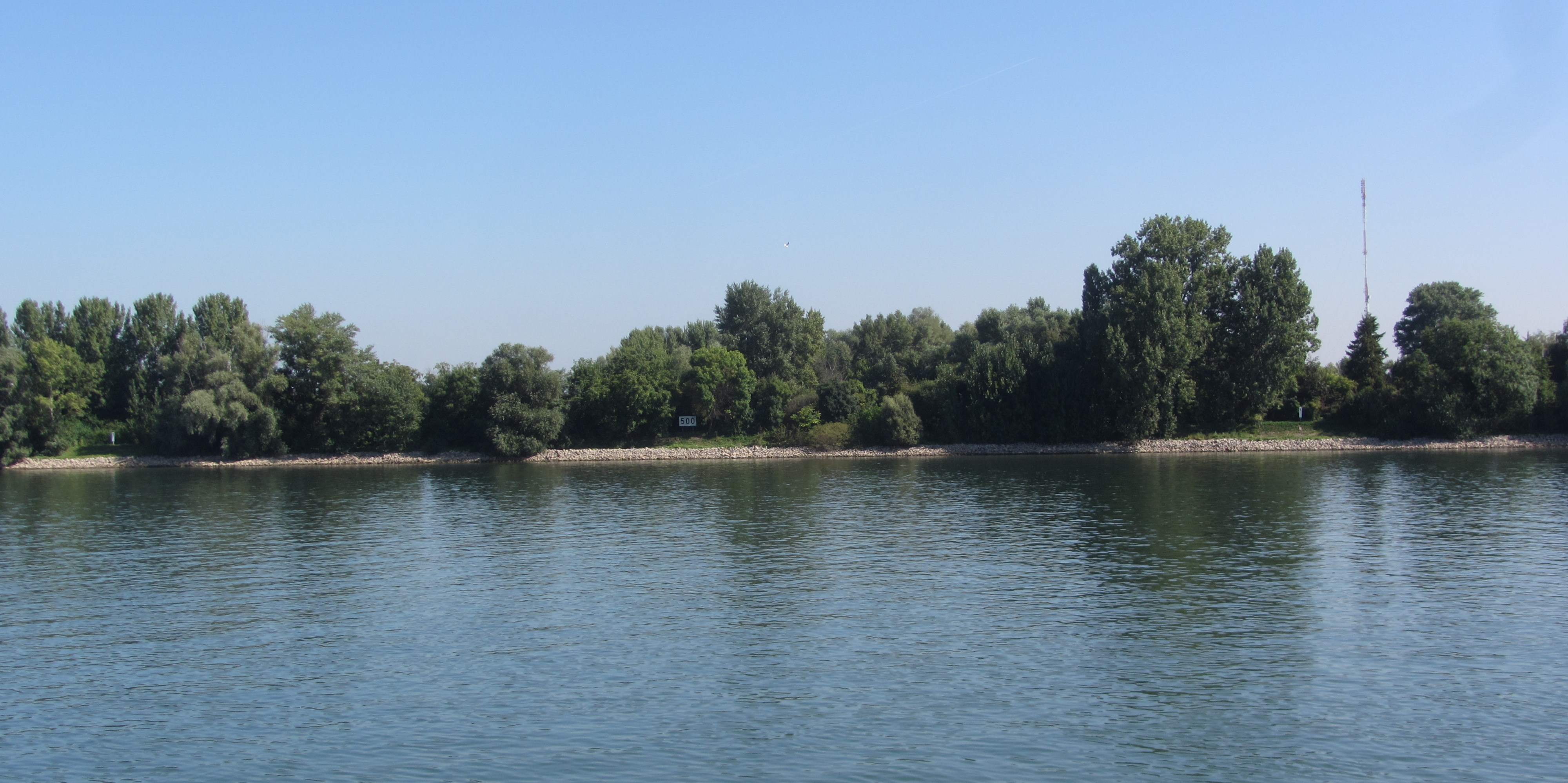
Sicht von Mainz mit Rheinkilometer 500

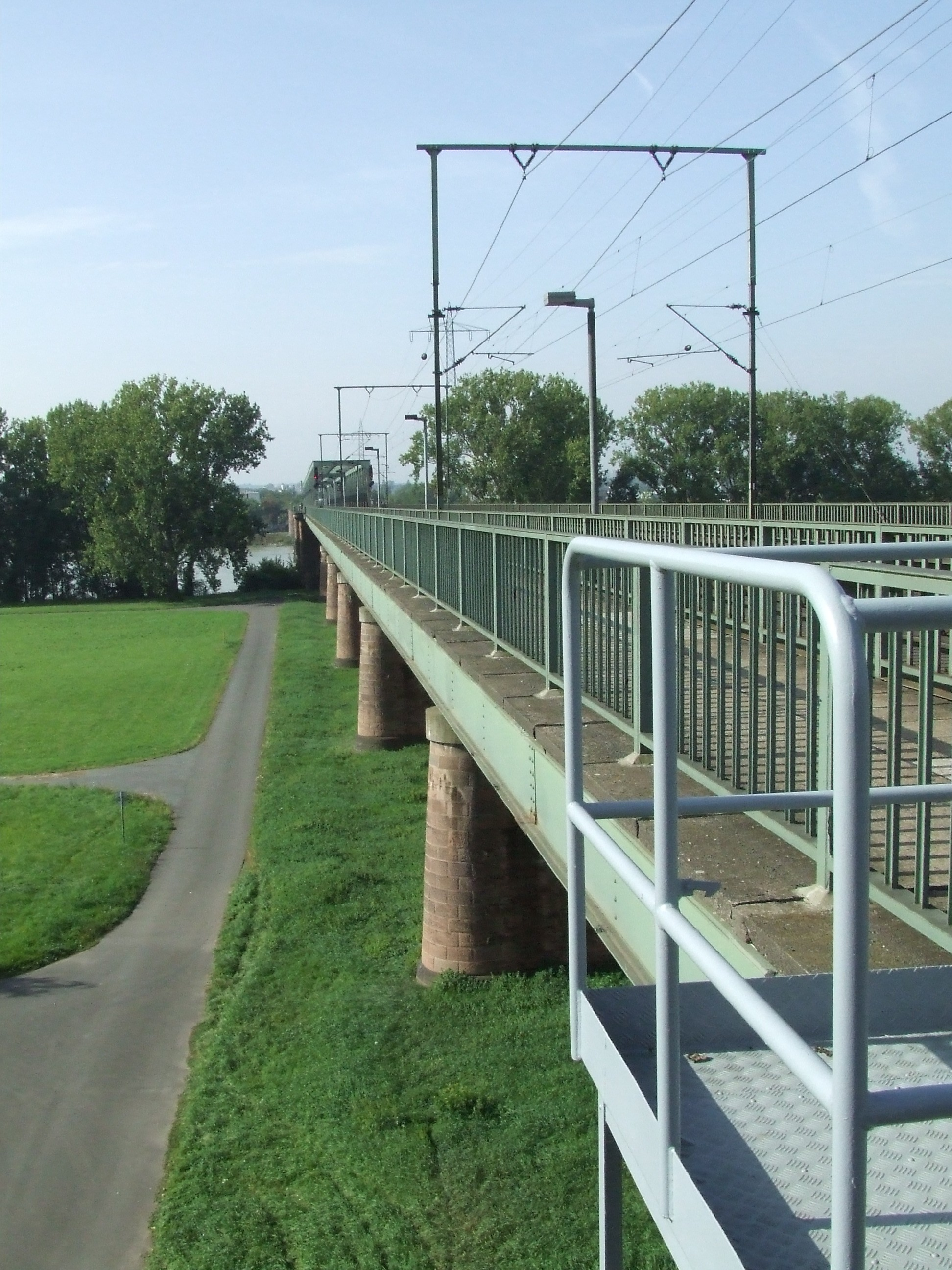
Brückenteil über die Petersaue, Blick Richtung Mainz

Lage der Binneninseln bei Mainz und Biebrich

Nach der Einnahme der Stadt Mainz durch Adam-Philippe de Custine ließ dieser den nach seiner Meinung unzureichend befestigten Waffenplatz durch Simon François Gay de Vernon ausbauen, wodurch die Festung Mainz erstmals auf das andere Ufer ausgriff und auch Kastel, Fort Mars und später Fort Montebello umfasste.
In einer zweiten Befestigungsphase (1841–1848) wurden neue Befestigungsarten umgesetzt. So wurde 1845 ein Turmfort nach dem Prinzip französischen Génie-Offiziers Marc-René de Montalembert auf der Aue errichtet, das erst 1921 abgetragen wurde. Nach dem Krimkrieg und der Einführung gezogener Geschütze veralteten schlagartig alle erst vor einigen Jahren errichteten Festungswerke und damit auch die militärische Bedeutung der Petersaue. Das Schleifen der Befestigungsanlagen auf der Aue hatte demnach keine militärische Notwendigkeit.

## Zugänglichkeit

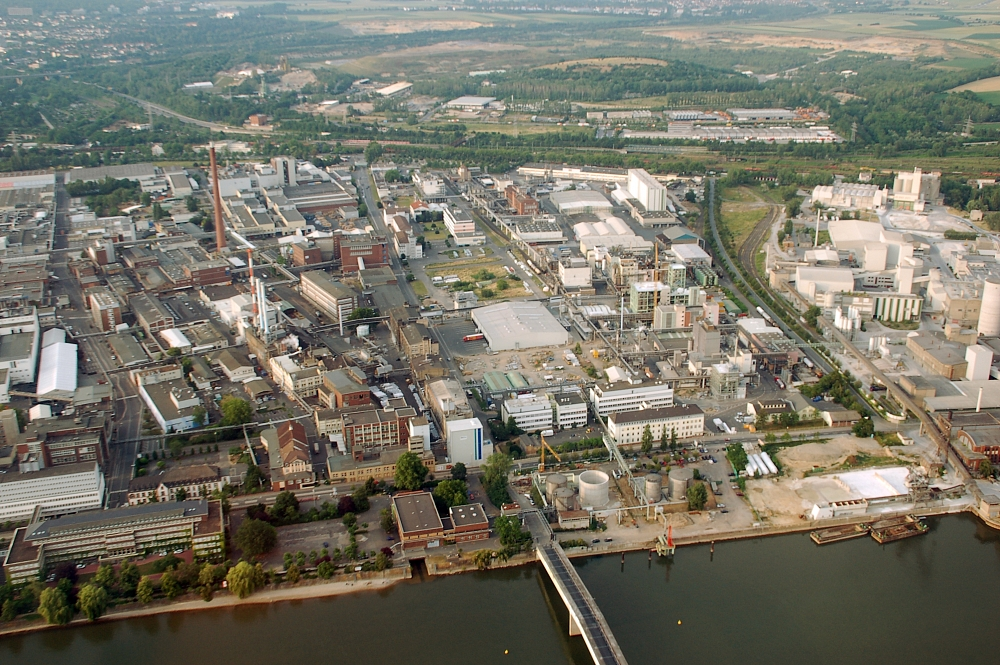
Kallebrücke

Das Betreten der Petersaue ist für Unbefugte verboten. Die Insel ist von der Kaiserbrücke aus mit einer Treppe verbunden, die jedoch durch ein verschlossenes Tor gesichert ist. Die Brücke existiert seit 1904 und ist mit der Umgehungsbrücke zwischen Hochheim am Main und Bischofsheim Teil des Eisenbahnrings um Mainz.
Vom rechten Rheinufer ist die Aue über eine 30 Jahre alte und in Deutschland einzigartige Leichtspannbetonbrücke, die sogenannte „Kallebrücke“, benannt nach der früheren Chemischen Fabrik Kalle, befahrbar. Zum Schutz der Brücke gegen Angriffe auf deren Eisenbewehrung wurde ein Dach über die Fahrbahn gespannt. Dies vermeidet, dass Regen im Beton noch vorhandenes Salz weiter eindringen lässt und so zerstörerische Lochfraßkorrosion fortschreitet.

## Naturschutz und wirtschaftliche Nutzung

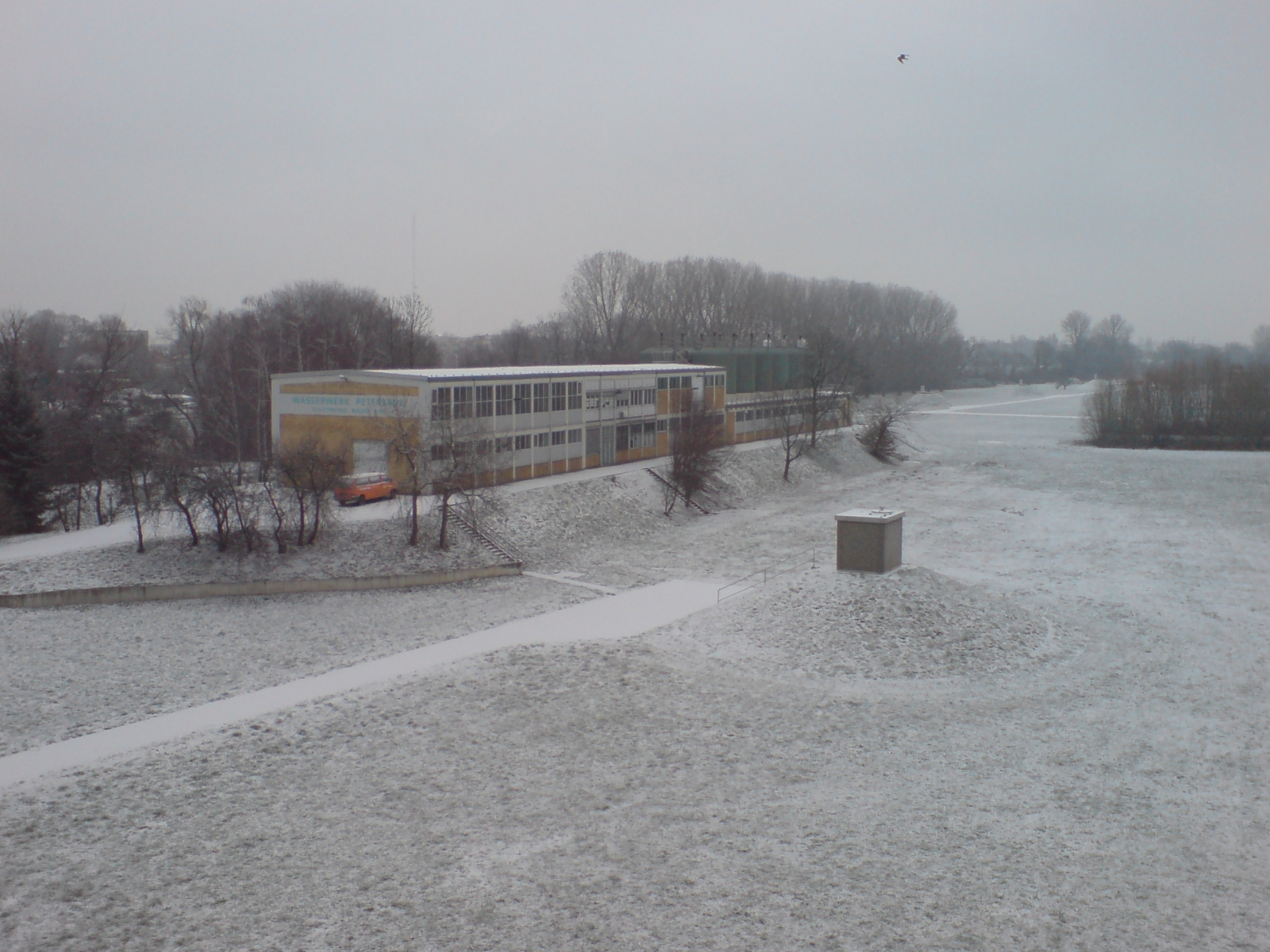
Wasserwerk Petersaue

Die Stadt Mainz bezieht ihr Wasser zu großen Teilen aus dem Rhein. Uferfiltrat von der Petersaue und aus Bodenheim sowie ein hoher Anteil von Uferfiltrat aus den Eicher Brunnen und Hof Schönau werden im Versorgungsbereich der Mainzer Stadtwerke verteilt. Das auf der Petersaue geförderte Trinkwasser wird zur Versorgung der Mainzer Innenstadt, Mainz-Weisenau und Mainz-Mombach mit drei Transportleitungen über den Rhein nach Mainz geliefert. Das Gebiet der Aue ist nicht gemäß den Richtlinien für Trinkwasserschutzgebiete des Deutschen Vereins des Gas- und Wasserfaches (DVGW) formal ausgewiesen, da der Zugang natürlich beschränkt ist. Aus 26 Brunnen fördert das Wasserwerk bis zu 800 Kubikmeter Uferfiltrat stündlich.
InfraServ Wiesbaden betreibt für den Industriepark Kalle-Albert eine 2007 erneuerte anaerobe Abwasserreinigungsanlage auf dem rheinabwärts gelegenen Teil der Petersaue. Ein Forschungsprojekt der Universität Gießen verbindet hier die Biogaserzeugung mit dem umweltgerechten Anbau von Energiepflanzen.
Die Insel liegt innerhalb des Landschaftsschutzgebiets (Stadt) Wiesbaden und innerhalb des EU-Vogelschutzgebiets DE-5914-450 Inselrhein und ist damit Teil des länderübergreifenden Schutzgebietsnetzes Natura 2000. Sie ist Brutplatz für Kormoran, Graureiher und Schwarzmilan und dient als Rast- und Überwinterungsort für zahlreiche Zugvögel. Das Regierungspräsidium Darmstadt (Höhere Landschaftsbehörde) und das Umweltamt der Stadt Wiesbaden (Untere Naturschutzbehörde) sind für die Einhaltung von Umweltauflagen verantwortlich.
Der stromabwärts der Kaiserbrücke gelegene Teil der Insel wird landwirtschaftlich genutzt. In trockenen Sommern werden dort, wenn Getreide angebaut wird, Reste von Festungsanlagen ähnlich Kornkreisen sichtbar.